# マサチューセッツ州

マサチューセッツ州
Commonwealth of Massachusetts

州の愛称: 入り江の州
Bay State

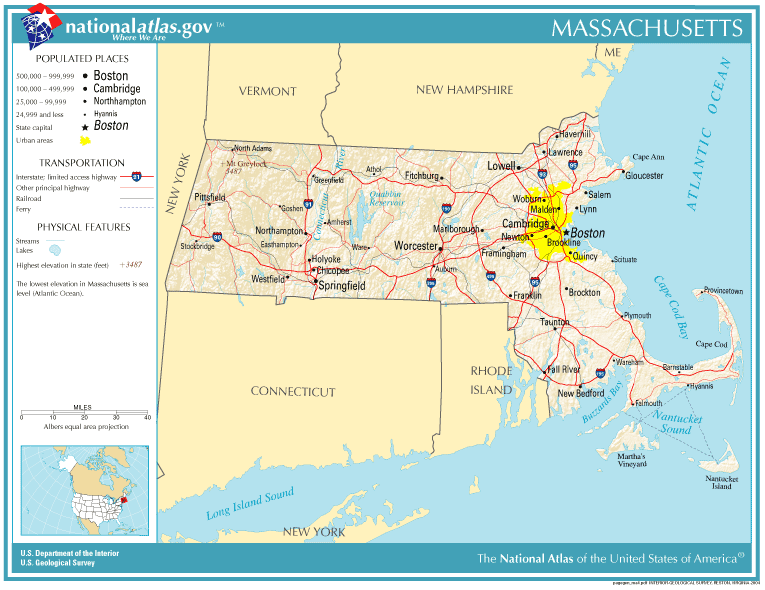
マサチューセッツ州の主要道路と都市

マサチューセッツ州（マサチューセッツしゅう、英: Commonwealth of Massachusetts、[ˌmæsəˈtʃuːsɪts] ( 音声ファイル)）は、アメリカ合衆国の州。北東部ニューイングランド6州の一つでもある。独立13州の一つ。マサチューセッツ州は「州」(State) の代わりにコモンウェルスを使っているが、日本語では他州と同様に「州」と訳されている。2020年国勢調査時点での人口は7,029,917人である。アメリカ合衆国の誕生から政治・経済・商工業・文化・教育の中心地として、リーダー的役割を果たしてきた。名称は、先住民のマサチューセッツ人に由来する。

## 概要
南はロードアイランド州とコネチカット州、西はニューヨーク州、北はバーモント州とニューハンプシャー州に接している。東は大西洋である。アメリカ合衆国50州の中で陸地面積では第44位、人口では第15位、人口密度が第3位である。東部のボストン大都市圏と、西部のスプリングフィールド大都市圏という2つの中心地がある。人口の約3分の2はボストン大都市圏に住んでいる。州都はボストン市であり、人口最大の都市でもある。ボストン大都市圏にはハーバード大学、マサチューセッツ工科大学などがあるケンブリッジやサマービル、クインシーなどの市町が含まれている。
マサチューセッツ州は、アメリカ史の中で各分野にわたって重要な役割を演じてきた。1620年、メイフラワー号の乗船客ピルグリムによって、プリマス植民地が設立された。1636年に設立されたハーバード大学は国内最古の高等教育機関である。1692年、セイラムとその周辺ではセイラム魔女裁判と呼ばれる忌まわしい事件が起こった。18世紀、大西洋圏を席捲したプロテスタントの第一次大覚醒運動は、ノーサンプトンの説教師ジョナサン・エドワーズに端を発していた。18世紀後半には、アメリカ独立戦争とイギリスからの独立に繋がる扇動によって、ボストンは「自由の揺籃」とも呼ばれた。1777年にヘンリー・ノックス将軍が設立したスプリングフィールド造兵廠は、産業革命の時代に交換部品など多くの重要な技術進歩を促進した。1786年、州西部の農夫によるポピュリスト革命、シェイズの反乱が直接アメリカ合衆国憲法制定会議の開催に繋がる要因になった。
南北戦争以前の時代には、禁酒運動、超越論的思想、奴隷制度廃止運動の中心になった。1837年、コネチカット川バレーのサウスハドリーの町に、国内初の女子カレッジであるマウント・ホリヨーク大学が開校した。19世紀、州西部の都市、スプリングフィールドとホリヨークでバスケットボールとバレーボールが発明された。2004年、州最高裁判所の判決により、国内で初めて同性結婚を法律で認める州になった。州内からはアダムズ家やケネディ家など多くの著名政治家を輩出してきた。
マサチューセッツ州は当初漁業、農業、貿易業に依存していたが、産業革命の間に工業の中心に変わった。20世紀にはその経済が工業からサービス業に転換された。21世紀には、高等教育、医療技術、ハイテクと金融業で指導的存在である。

## 歴史

### 名称
マサチューセッツ州の前身マサチューセッツ湾植民地の名称はかつてマサチューセッツ湾の周辺に居住していたインディアン部族、マサチューセッツ族にちなむ。この部族の名はマサチューセット語で「大きな丘の場所」を意味し、ボストンの南のミルトンとカントンの間にある小さな山（今日の「ブルー・ヒルズ」）を指している。mass-adchu-s-et と綴られ、mass- は 「大きい」、-adchu- は「岡」、-s- は「小さい」を意味する指小辞、-et は場所を表す所格である。
別の説として、クインシーにあるモスウィタセット・ハンモック（鏃のような形の岡という意味）の名前から派生したとするものがある。ここで1621年に、プリマス植民地の指導者マイルス・スタンディッシュと通訳のスカントが、インディアンの酋長チカトーバットと出遭った。
州の公式名は "Commonwealth of Massachusetts" であり、口語では単純に "Commonwealth" と呼ばれることが多い。その意味合いで "State" との違いは無く、他州と同じ位置づけと権限がある。2020年11月、それまで全米最長の正式名称であったロードアイランドおよびプロビデンス・プランテーション州が短縮され、繰り上がりで50州の中では最も長い公式名称をもつ州となった（自治領などを含めれば北マリアナ諸島が最長）。

### インディアン
マサチューセッツ州となった地域に住んでいたのは、ワンパノアグ族、ナラガンセット族、ニプマク族、ポコンタック族、モヒカン族、マサチューセッツ族など、アルゴンキン語族だった。その食料を補うためにカボチャやトウモロコシを栽培する一方で、狩猟漁労採集に依存していた。集落はウィグワムやロングハウスと呼ばれる小屋の集まりだった。サッチェムと呼ばれる男あるいは女の長老が部族を率いていた。

### マサチューセッツ湾植民地時代（1629年-1686年）

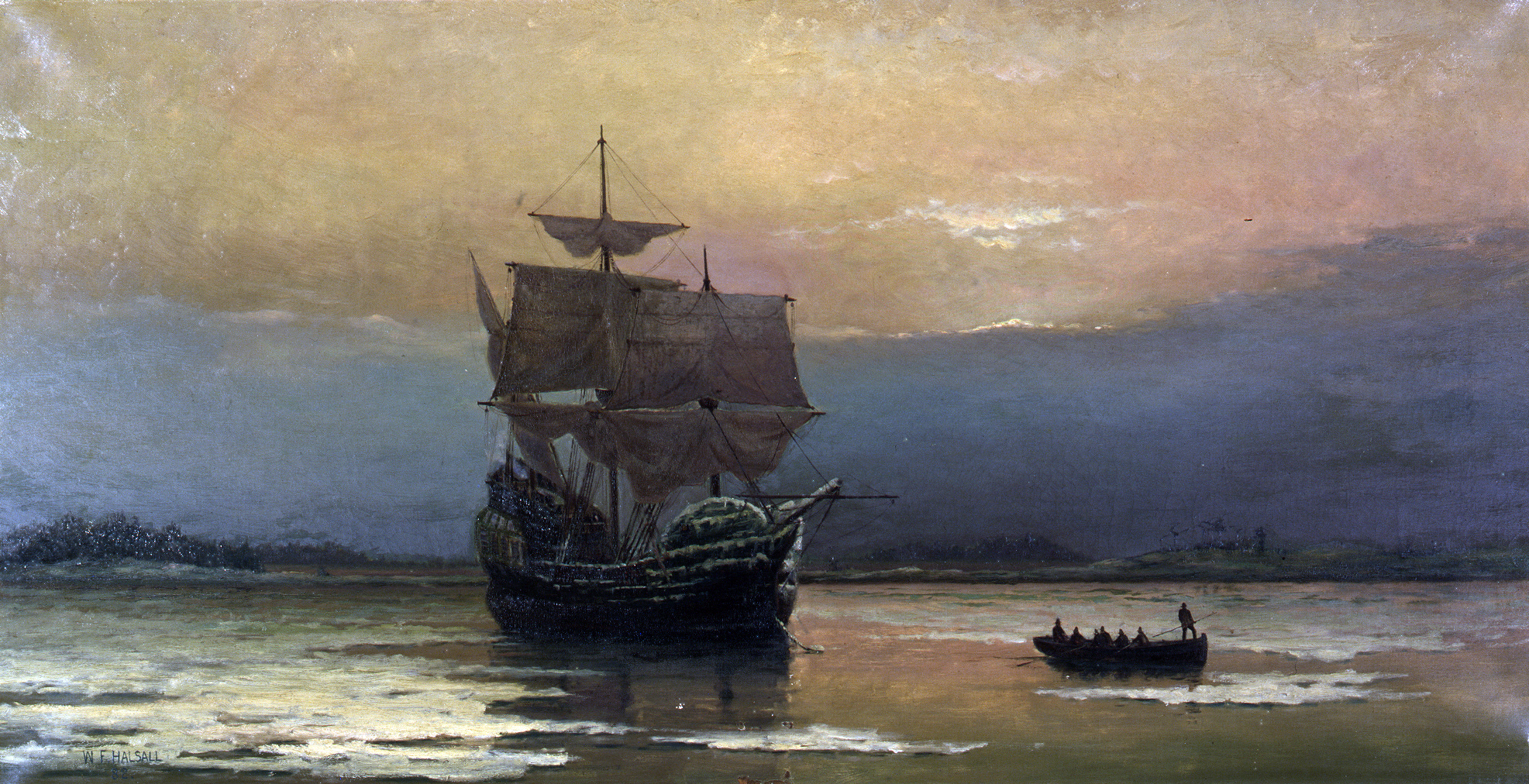
プリマス港のメイフラワー号、ウィリアム・ハルシャル画、1882年。ピルグリムは1620年にプリマス植民地を設立した清教徒の集団だった。

1600年代初期、アメリカ合衆国北東部のインディアンは、天然痘、麻疹、インフルエンザ、レプトスピラ症など免疫力の無かった疫病によって、大きく人口を減らした。1617年から1619年に、マサチューセッツ湾のインディアンの90%が天然痘で殺されたと報告されている。
1620年、メイフラワー号で北アメリカに到着したピルグリム・ファーザーズはプリマス植民地に入植した。彼等はワンパノアグ族インディアンと良好な関係を築いた。北アメリカではジェームズタウンに続いてイングランド人による2つめの植民地になった。その後に他の清教徒たちも続き、1630年にはボストンにマサチューセッツ湾植民地が建設された。
清教徒はイングランド国教会に不満があり、中でも聖職階級制に拘りすぎていると考え、信教の自由を求めてマサチューセッツに来ていた。ただし、プリマス植民地とは異なり、マサチューセッツ湾植民地は王室勅許の下に設立された。清教徒たちは信仰の自由を求めてマサチューセッツに来たものの、彼らは異なる教義に寛容ではなかった。そのため、アン・ハッチンソン、ロジャー・ウィリアムズ、トマス・フッカーらはマサチューセッツを離れ、南に向かった。ウィリアムズはロードアイランド植民地を建て、フッカーはコネチカット植民地を建てた。
フィリップ王戦争（1675年 - 1676年）は植民地時代初期におけるワンパノアグ族を中心としたインディアンとの戦いで最も血なまぐさいものとなり、コネチカット川流域のパイオニアバレイとプリマス植民地でも大きな戦闘があった。ニューイングランド南部の諸植民地がこの戦いの傷から立ち直るのには長い年月を要した。

### 英領ニューイングランド（1686年-1692年）
1686年5月、ジョセフ・ダドリーがイギリス王ジェームズ2世によりニューイングランドの長官に任命され、マサチューセッツ湾植民地は終わりを迎えた。ダドリーはその後、ニューハンプシャー植民地とキングズプロビンス（今日のロードアイランド州の一部）に本拠を置いた。エドマンド・アンドロス卿が到着してニューイングランド王領の総督に就任すると、ダドリーはアンドロス総督の議会の一員となった。
1689年、ウィリアム3世とメアリ2世のイギリス国王即位の知らせに、ボストン入植者たちは反乱をおこした。アンドロス卿と彼の部下たちはキャッスル島で拘束され、囚人としてイギリス本土に送還された。アンドロス卿は謀反の疑いが晴れたあと、1692年から1698年までバージニア植民地の知事を務めている。
1691年、マサチューセッツ湾植民地とプリマス植民地は合併して、新たにマサチューセッツ湾植民地となった。その植民地初代総督ウィリアム・フィップスが到着して直後の1692年、セイラム魔女裁判事件が起こり、多くの男女が絞首刑にされた。

### 英領植民地マサチューセッツ（1692年-1774年）
この時代の著名な総督は、トマス・ハッチンソン、フランシス・バーナード卿およびトマス・ゲイジなどである。ゲイジは英領マサチューセッツの最後の総督となった。
1755年、ニューイングランドでは最大級の地震が発生し、マサチューセッツ全土にかなりの被害を生じさせた。

### 植民地独立へ（1760年代-1780年代）

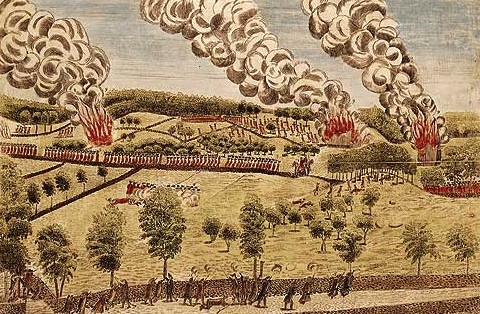
レキシントン・コンコードの戦いを描いたイラスト。

マサチューセッツはイギリスによる支配に最初に反旗を翻した植民地としてアメリカ独立戦争を扇動した。1775年2月9日、英国議会はマサチューセッツは反乱していると宣言し、植民地秩序回復のため追加の軍隊を送った。
1770年3月5日、フレイミングハムからボストンを訪れていた黒人のクリスパス・アタックスらがボストン虐殺事件として知られる武力衝突で英軍兵士に殺された。アタックスはしばしばアメリカ独立戦争最初の犠牲者と考えられている。
1773年12月16日にはボストン茶会事件が起こった。
サミュエル・アダムズやジョン・ハンコックなどによるイギリスの議会に反対する活動があり、これに対してイギリス政府が反発したことで、13植民地が結束することとなり、アメリカ独立戦争勃発に繋がっていった。
レキシントン・コンコードの戦い、バンカーヒルの戦い、ボストン包囲戦を含むアメリカ独立戦争初期の戦いのいくつかはマサチューセッツで起こった。1776年春にイギリス軍がそれまで占領していたボストン市を明け渡した。ボストン市のあるサフォーク郡では現在も開放の日が祝われている。
この戦中にセイラムは私掠船活動の中心地となった。文書は不完全ながら、約1,700通の私掠免許状が発行された。800隻近い船舶が私掠船として活動し、約600隻のイギリス船舶を捕獲あるいは破壊したとされている。

### マサチューセッツ州初期（1780年-1820年）
ボストン出身のジョン・アダムズは「独立のアトラス」とも呼ばれ、独立闘争とアメリカ合衆国形成期に重要な役割を果たした。アダムズは1780年にマサチューセッツ憲法を起草した。この憲法は普遍的な権利を宣言し、奴隷制度を廃止した最初のものとされている。後にアダムズはアメリカ初期の外交問題に関わり、ジョージ・ワシントンの後継大統領になった。その息子のジョン・クインシー・アダムズも第6代大統領になった。
ジョン・ハンコックがマサチューセッツ州初代知事となった。
独立後のアメリカ合衆国政府形成期だった1786年から1787年に、州西部でシェイズの反乱と呼ばれる武装蜂起が起こった。この反乱に参加したのは戦争の負債と税金に憤った小農が大半だった。これを切っ掛けにそれまでの連合規約に代わる強力な国家憲法を立案する必要があるという判断がなされた。
アメリカ合衆国憲法は1787年の憲法制定会議で制定され、翌年発効した。1788年2月8日、マサチューセッツ州はアメリカで6番目にこの憲法を批准した。
1790年の人口調査によれば、マサチューセッツ州には奴隷は全くいなかったという。
米英戦争（1812年-1815年）の時に私掠船が復活した。
1820年3月15日、ミズーリ妥協の結果として、メイン地区はマサチューセッツ州から分離し、独立した23番目の州として合衆国に加わった。

### 19世紀

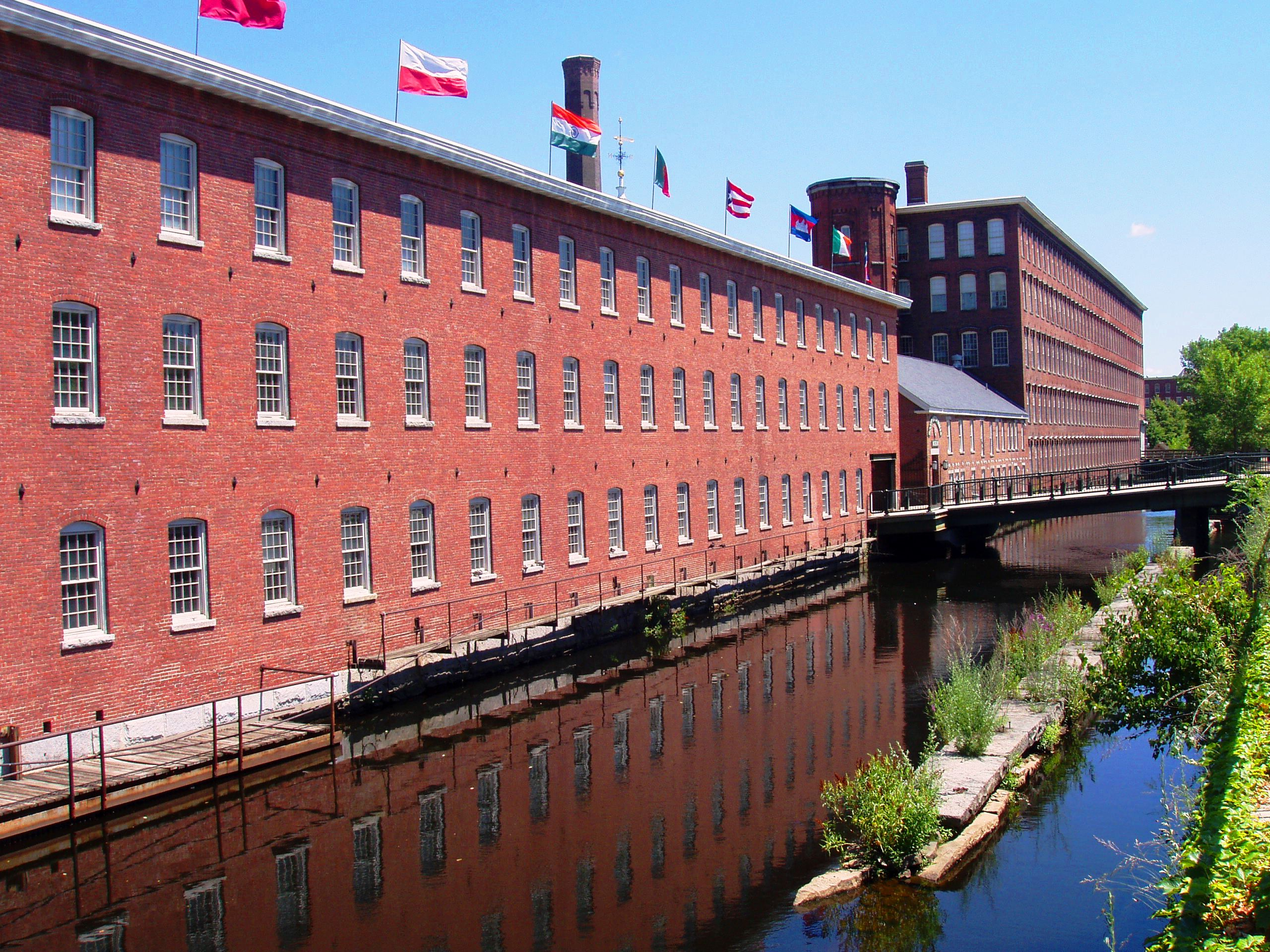
ローウェルにある繊維工場、マサチューセッツ州はアメリカ産業革命の先導役になった。

19世紀、マサチューセッツ州はアメリカ産業革命の先導役になった。ボストン周辺の工場では繊維と靴、スプリングフィールド周辺では工具と紙が生産された。農業に依存していた経済は工業依存に転換され、当初は水力を使っていたものが蒸気の力を生かすようになり、運河さらに後には鉄道が製品の輸送形態を変えた。その労働力として最初は自給自足農家からヤンキーを雇っていたが、後にはヨーロッパやカナダからの移民に頼るようになった。
南北戦争に向かう時代、マサチューセッツ州は進歩主義と奴隷制度廃止運動の中心になった。ホーレス・マンが州の教育体系を作り、国のモデルになった。ヘンリー・デイヴィッド・ソローやラルフ・ウォルド・エマーソンがアメリカの思想界を形作った。超越論的思想運動員が自然界の重要性と人間性を訴えた。
マサチューセッツ州では奴隷制度廃止運動にかなりの反対の声もあり、1835年から1837年には暴動も起こったが、その後は奴隷制度に反対する動きが次第に高まっていった。運動家の働きが南北戦争の間に採った州の行動に反映された。白人士官の下に黒人連隊を組織し、訓練し、武装させた最初の州になった。ボストンコモンにあるロバート・グールド・ショー記念碑には、この第54マサチューセッツ志願歩兵連隊を表す浮き彫りが収められている。

### 20世紀
20世紀初期に多くの製造業がマサチューセッツ州を離れ、工業経済は衰退を始めた。1920年代までにアメリカ合衆国南部や中西部との競合があり、これに続いて世界恐慌が発生したことで、マサチューセッツ州における3大産業の繊維、靴製造、輸送が崩壊した。この衰退は20世紀後半に入っても続き、1950年から1979年の間に、繊維産業に関わる州民の数は264,000人から63,000人にまで激減した。20世紀後半の40年間における脱工業化により、州西部の高給を取る職種の者が出て行った 。
第二次世界大戦のとき、州内では軍需産業生産高の3.4%を製造し、48州の中で第10位だった。戦後、州東部では経済が重工業からサービス業とハイテク産業に移っていった。政府調達、民間投資、研究施設が新しく改善された産業構造を作り、失業率を下げ、一人当たり収入を上げた。郊外化が進行し、1970年代にはマサチューセッツ州道128号線沿いにハイテク企業が点在し、高等教育機関の中でも優秀な大学を卒業した者を多く採用した。
20世紀のマサチューセッツ州政界ではケネディ家が特筆される存在だった。実業家と外交官であるジョセフ・P・ケネディ・シニアの子供達には、上院議員とアメリカ合衆国大統領を務め、1963年に暗殺されたジョン・F・ケネディ、上院議員、司法長官を歴任し大統領候補となっていた1968年に暗殺されたロバート・ケネディ、1962年からその死の2009年まで上院議員を務めたテッド・ケネディ、またスペシャルオリンピックスの共同設立者となったユーニス・ケネディ・シュライバーがいた。有名なケネディ・コンパウンドはケープコッドのハイアニスポートにある。
政治的には民主党が圧倒的な強さを示す地盤であった。1970年には宣戦布告を行わずに進められたベトナム戦争の正当性が州議会で審議され、同年1970年4月1日、州議会の上院と下院で「州の市民は宣戦布告をしない戦争には参加しなくともよい」との趣旨の州法が可決するに至った。同年11月9日に連邦最高裁が州法の発効を否決したため、戦争の継続に直接の影響は生じなかったが、州の存在感を高める結果となった。

### 近年
1987年、マサチューセッツ州はセントラル・アーテリー/トンネルプロジェクトに州の予算手当を受けた。「ビッグ・ディッグ」と呼ばれるこのプロジェクトは当時、連邦政府でも最大級の道路建設工事となった。このプロジェクトはボストン市中心街の地下に中心動脈となるトンネルを造り、他の主要高規格道路を再配置するものだった。この工事には異論もあり、汚職や管理ミスも指摘され、工事費は当初の25億米ドルから150億米ドルにまで膨らんだが、それでもボストン市中心街の様相を一変させて完成した。かつては高架道路で分断されていた地域を繋ぎ、接続道路の交通状況を改善した。
2003年11月にマサチューセッツ州最高裁判所で、一般の結婚の権利から同性結婚を除外することは違憲であるとの判決が下り、2004年5月17日、マサチューセッツ州は国内で初めて同性結婚を法律で認める州になった。

## 地理
マサチューセッツ州は総面積10,555平方マイル (27,340 km2) と、国内50州の中で7番目に小さな州であり、アメリカ合衆国北東部のニューイングランド地方に位置している。
北はニューハンプシャー州及びバーモント州と、西はニューヨーク州、南はコネチカット州及びロードアイランド州、並びに東が大西洋と隣接している。マサチューセッツ州の南東部端はケープコッドと呼ばれる大きな、砂質の、ひじを曲げた腕のような形状の半島である。マーサズ・ヴィニヤード島及びナンタケット島はケープコッドの南に位置している。 
マサチューセッツ州は、州の東部海岸にあるマサチューセッツ湾及びケープコッド湾、並びに南部のバザーズ湾、マサチューセッツ州 – ロードアイランド州境のナラガンセット湾など複数の大きな湾を持つために「湾の州」として知られている。マサチューセッツという名称は、「大きな丘のふもと」または「青い丘陵の地」という意味のアルゴンキン語インディアンのマサチューセッツ族の名称から来ている。
最大都市ボストンは、マサチューセッツ湾の最奥部、マサチューセッツ州で一番長い川であるチャールズ川の河口に位置している。アパラチア山脈の東端が州内西部まで伸びてきており、大西洋岸の砂浜や磯浜と対照をなしている。
アメリカ合衆国国立公園局の保護及び管理下に置かれている地域は以下の通りである。
- アダムス国立歴史公園（クインシー近郊）
- ロングフェロー国立史跡（英語版）（ケンブリッジ）
- アパラチアン・トレイル（アパラチア国立景勝街道、州西部）
- ローウェル国立歴史公園（英語版）（ローウェル）
- ブラックストーン河谷国立遺産回廊（英語版）（ウースター郡）
- ミニットマン国立歴史公園（英語版）（コンコード）
- ボストンアフリカ系アメリカ人国立史跡（英語版）（ボストン）
- ニューベッドフォード捕鯨国立歴史公園（英語版）（ニューベッドフォード）
- ボストン湾島嶼群国立リクリエーション地域（英語版）
- クィネボーグ及びシェタケット河谷国立遺産回廊
- セイラム海洋国立史跡（英語版）（セイラム）
- ケープコッド国立海岸
- ソーガス製鉄所国立史跡（英語版）（ソーガス）
- エセックス国立遺産地域（セイラム）
- スプリングフィールド国営造兵廠国立史跡（スプリングフィールド近郊）
- フレデリック・ロー・オルムステッド国立史跡（ブルックライン）
- サドベリー、アサベットおよびコンコード天然景勝河川（Sudbury, Assabet, and Concord Wild and Scenic Rivers）
- ジョン・フィッツジェラルド・ケネディ国立史跡（英語版）（ブルックライン）
- ウェストフィールド天然景勝河川（ウェストフィールド近郊）

### 生態系
州内陸部の主要な植生は温帯落葉樹林である。農業開墾のために森林はほとんど伐採されたが、孤立した地域に原生林が僅かに残され、農場が放棄されるにつれて、多くの田園部で森林が再生されてきた。現在は州域の62%が森林に覆われている。人間の開発によって最も影響された地域は東部のボストン大都市圏と西部のスプリングフィールド大都市圏、および農業地帯のパイオニア・バレーである。過去数世紀で絶滅した動物としては、ハイイロオオカミ、エルク、クズリ、マウンテンライオンがある。

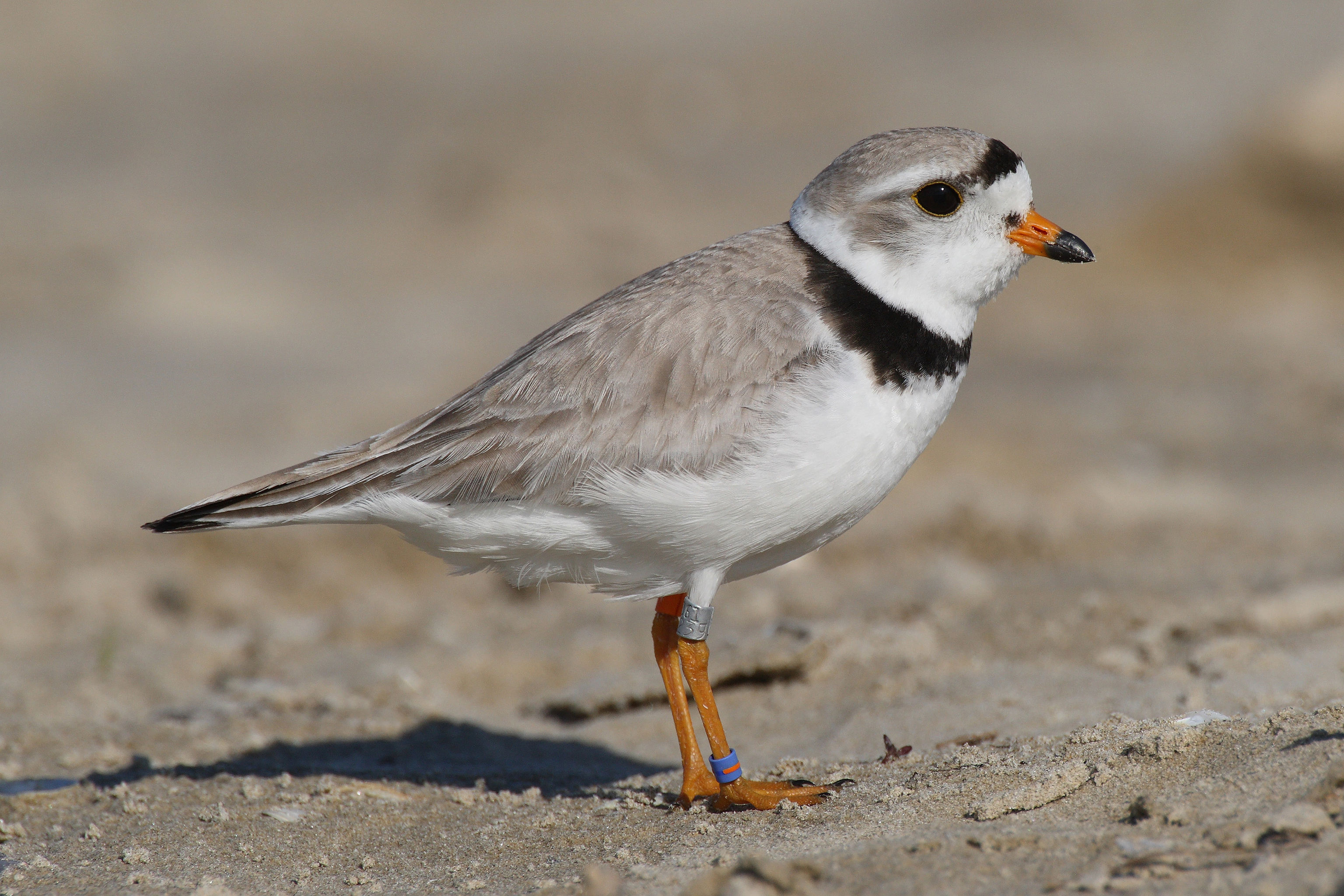
マサチューセッツ州の多くの海岸地域はフエチドリなど野鳥の生息域になっている。

州内の都市化は進んだが、多くの生物種が生息している。ハヤブサは大都市の高層ビルをねぐらにしている。ゴミや動物の死骸をあさるコヨーテは近年その個体数を増加させている。オジロジカ、アライグマ、野生のシチメンチョウやトウブハイイロリスも州全体で見られる。州西部の田園地帯では、農業の衰退によって森林化が進んだために、より大型のヘラジカやアメリカクロクマが戻ってきている。
マサチューセッツ州は大西洋岸にそった渡りの水禽類の飛行コースであるアトランティック・フライウェイに位置している。州中央部の湖群、特にクィアビン貯水池には、ハシグロアビが生息し、ナンタケット島近くではかなりの数のコオリガモが越冬する。海岸沖の小島や海浜はベニアジサシが生息し、絶滅が危惧されるフエチドリなど野鳥の繁殖地になっている。モノモイ国立野生生物保護区など保護地域は海岸に生息する鳥類の重要な繁殖地となり、またハイイロアザラシなど様々な海洋性生物も多い。
淡水魚としては、バス、コイ、ナマズ、マスがおり、海にはタイセイヨウダラ、コダラ、アメリカン・ロブスターが多い。その他にもゼニガタアザラシ、絶滅危惧種のタイセイヨウセミクジラ、ザトウクジラ、ナガスクジラ、ミンククジラ、タイセイヨウカマイルカが見られる。

## 人口動態

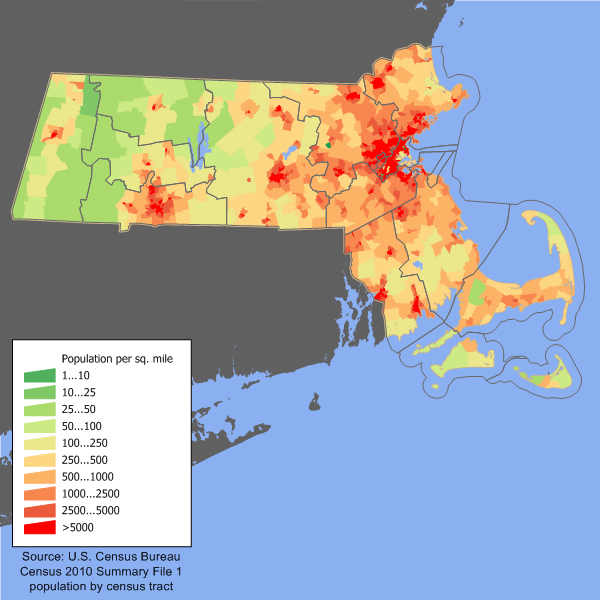
マサチューセッツ州の人口密度図。

### 人口
2020年国勢調査時点でのマサチューセッツ州の人口は7,029,917人で、2010年国勢調査での6,547,629人から7.37%増加していた。2000年時点での人口密度は346人/km2であり、ニュージャージー州、ロードアイランド州に次いで第3位だった。
2008年のマサチューセッツ州の人口には919,771人の外国生まれの住民が含まれている。
マサチューセッツ州の人口の大部分はボストン地域、ノースショア、サウスショア、及び西部郊外を含む、大ボストンに住んでおり、おおよそ5,800,000人である。もう一つの大都市圏はスプリングフィールド大都市圏であり、コネチカット川バレーを中心に、再活性化されたスプリングフィールド市、大学町の並び（アマースト、ノーサンプトンなど）と北部や西部の田園地帯がある。マサチューセッツ州の人口重心はネイティックの町にある。
アメリカ合衆国北東部の州と同様、マサチューセッツ州の人口は過去数十年間増え続けたが、南部や西部の州よりも伸びは鈍化している。最新2010年国勢調査では2000年時点から3.9%増加しており、国内平均の10%近い値に比べれば低い。マサチューセッツ州を去る人々は住宅費と生活費の高さをその要因に挙げている。もう1つの要因は製造業経済からハイテク産業への転換であり、熟練度の落ちる労働者、特に男性は雇用機会が限られている 。
この国内への転出を外国からの移民が補い、2010年国勢調査では増加を続けている結果になった。2005年の調査に拠れば、外国からの移民の40%は中南米からのものである。スプリングフィールド大都市圏に入ってきた者の多くはプエルトリコ出身だと言っている。州内の多くの地域は2000年から2010年まで人口の変化は比較的安定したものだった。ボストン市の準郊外部と海岸地域が急速に増加し、最西部バークシャー郡やケープコッドのバーンスタブル郡の2郡のみは人口が減少していた。これら2郡は「第2の家」が多く、州内の観光地を構成している。
2005年時点で州民の79%は家庭で英語を話し、7%がスペイン語、3.5%がポルトガル語、1%がフランス語か中国語を話している。
2010年国勢調査では人口の48.4%（3,166,628 人）が男性、51.6%（3,381,001 人）が女性だった。年齢構成では18歳以上が78.3%、65歳以上が13.8%おり、平均年齢は39.1歳だった。男性の平均年齢は37.7歳、女性は40.3歳だった。

### 人種及び祖先
2012年推計に拠れば、マサチューセッツ州の人種による人口構成は次のようになっている 。
- 83.7% 白人（非ヒスパニック白人は75.8%）
- 7.9% 黒人
- 5.8% アジア
- 0.8% インディアン
- 0.1%未満 太平洋諸島系
- 4.7% その他の人種
- 2.0% 混血

- 10.1% ヒスパニック（人種に拠らない、プエルトリコ出身は4.1%）

州内で最も多い人種である非ヒスパニック白人は、1970年の95.4%から2012年の75.8%まで減少してきた。2011年時点で非ヒスパニック白人は出生数の63.6%に関わっている。
マサチューセッツ州内で申告された祖先による構成比は：アイルランド系 (22.5%)、イタリア系 (13.5%)、イギリス系 (11.4%)、フランス系 (8%)、ドイツ系 (5.9%)。
その他に、かつてニューベッドフォードはカーボベルデ系アメリカ人の中心都市であった。
1795年時点では州民の95%近くがイギリス系の子孫だった。19世紀初期から中期、移民が大量に入ってくるようになり、1840年代のアイルランド系が始まりだった。今日アイルランド系とその混血が人口の25%近くを占め、先祖別では最大である。その後にはケベック州や、イタリア、ポーランドなどヨーロッパ各所からの移民が続いた。20世紀初期、多くのアフリカ系アメリカ人が州内に入ってきたが、他の北部州と比べれば少なかった。20世紀の後半、ラテンアメリカ、アフリカ、東アジアからの移民がかなり増加した。ハイチ出身の州民数では国内第3位である。
州内にはポルトガル系の子孫が比較的多い。その移民の多くは19世紀にニューベッドフォードなどの町で捕鯨産業に携わるために、アゾレス諸島から移ってきていた。後には繊維産業での職を求め、第2の波があった。ローウェルには国内でも第2位のカンボジア出身者がいる。インディアンのワンパノアグ族はマーサズ・ヴィニヤードのアクィナ、グラフトン、ケープ・コッドのマシュピーで居留地を維持している。ニプマク族は州中央部で州が認定した居留地2か所を維持している。マサチューセッツ州はアメリカの他州で見られたような人種間暴力闘争を避けてきたが、1850年代の移民排斥主義者（主に反カトリック）のノウ・ナッシング、1920年代の議論の多かったサッコ・ヴァンゼッティ事件の処刑、1970年のボストンにおけるバスの人種統合反対など、マサチューセッツ州の人種の歴史は完全に調和あるものではなかった。

### 宗教
マサチューセッツ州は1628年に清教徒によって設立され開拓された。その子孫は様々な教会に属している。直接継承しているのは会衆派教会/キリスト連合教会であり、またユニタリアン・ユニバーサリスト協会である。州民の大半はキリスト教徒である。ユニタリアン・ユニバーサリスト協会の本郡はボストン市のビーコンヒルにある 。
今日、プロテスタントは州人口の4分の1に満たない。アイルランド、さらにイタリア、ポルトガル、ケベック、ラテンアメリカからの大量の移民が入ってきたので、ローマ・カトリック教徒が最大の宗派である。1820年から1920年には大勢のユダヤ教徒がボストンやスプリングフィールド地域に移って来た。メリー・ベーカー・エディはクリスチャン・サイエンスの世界本部であるボストン・マザー教会を設立した。仏教徒、ペイガニズム教徒、ヒンドゥー教徒、セブンスデー・アドベンチスト教会員、イスラム教徒、モルモン教徒も見られる。ストックブリッジのクリパル・センター、スプリングフィールドの少林寺瞑想所、バリーの洞察力瞑想センターは、州内でアブラハムの宗教ではない宗教集会所の例である。宗教データアーカイブ協会に拠れば、信徒数最大の会派はローマ・カトリックの3,092,296人である。続いてキリスト連合教会の121,826人、米国聖公会の98,963人となっていた。ユダヤ教徒は約27万5千人である。

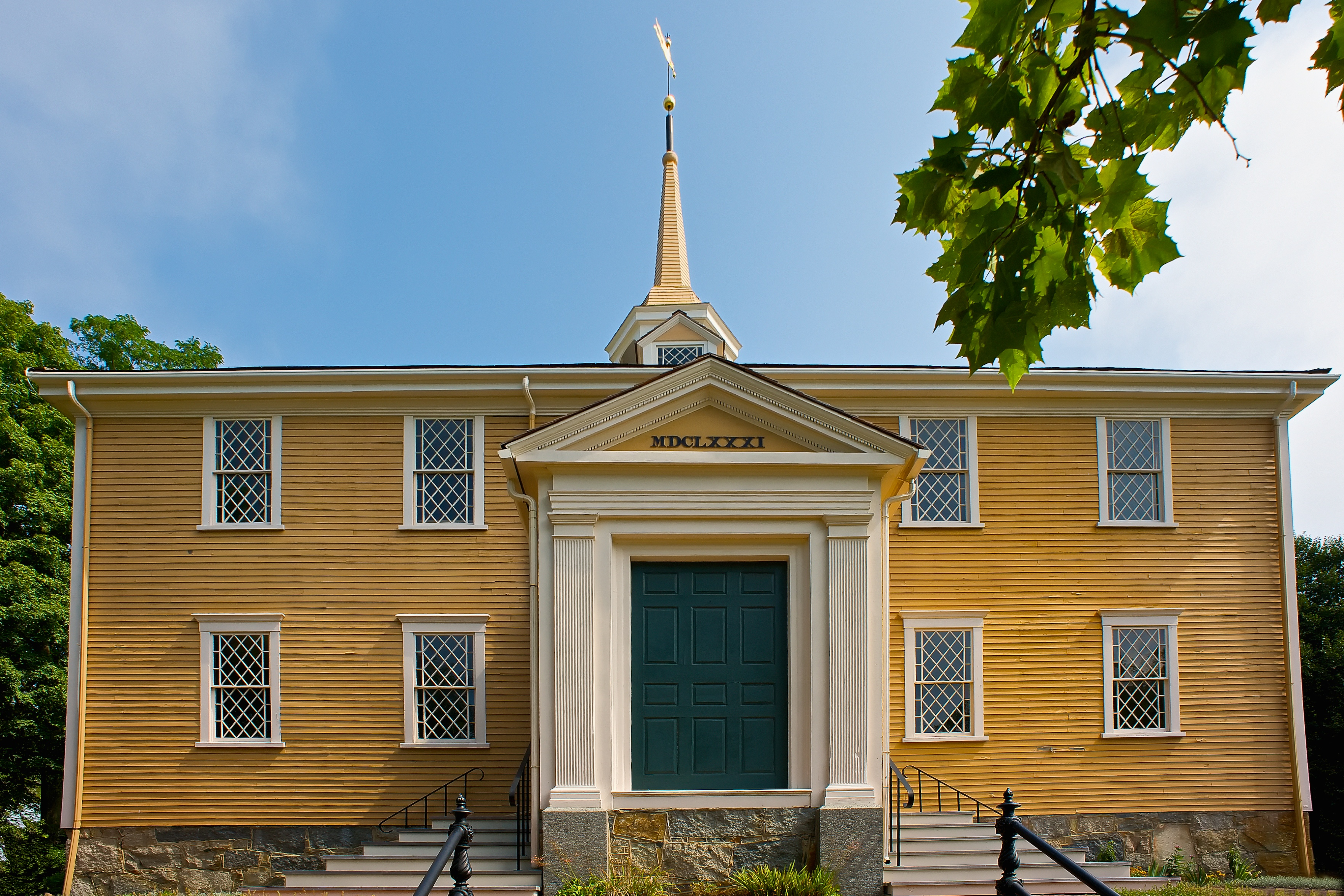
1681年に建設されたオールド・シップ教会、連続的に州境に使われていることでアメリカ最古の教会。

マサチューセッツ州 (2011年現在) の州民の宗教宗派別構成比は次のようになっている。
- キリスト教 - 69%
  - カトリック - 44%
  - プロテスタント - 25%
    - バプテスト - 4%
    - 会衆派教会/キリスト連合教会 - 3%
    - 米国聖公会 - 3%
    - 他のプロテスタントまたは一般的なプロテスタント - 15%
- ユダヤ教 - 2%
- イスラム教 - 1%
- その他の宗教 - 7%
- 無宗教 - 16%
- 回答拒否 - 7%

## インディアン部族

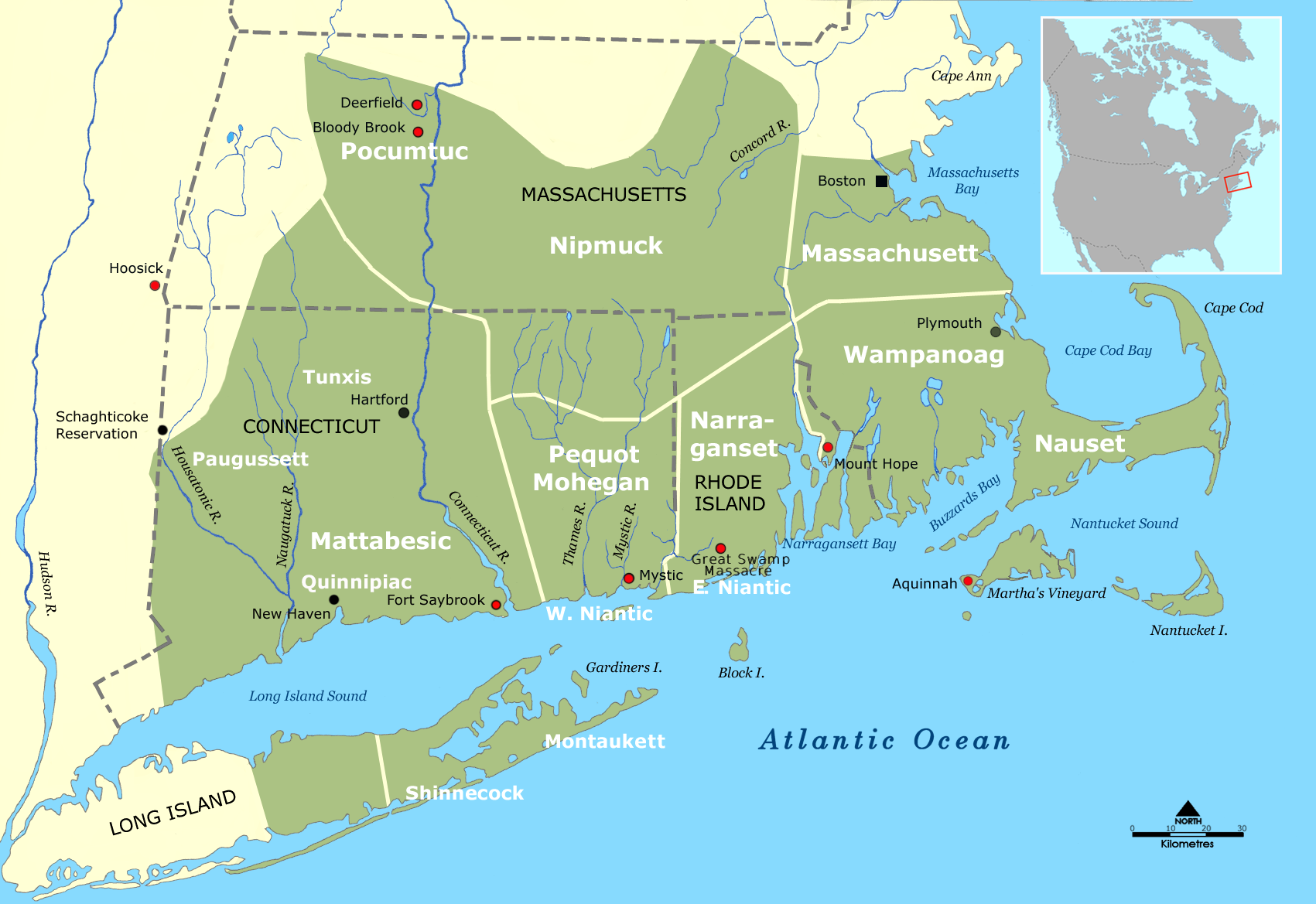
同州周辺のインディアン部族のかつての勢力図。

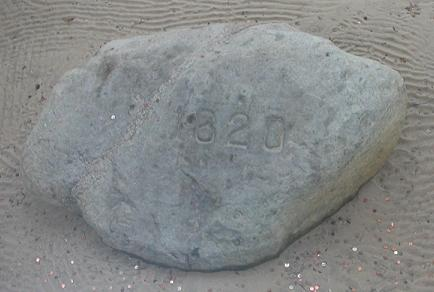
「プリマスの岩」

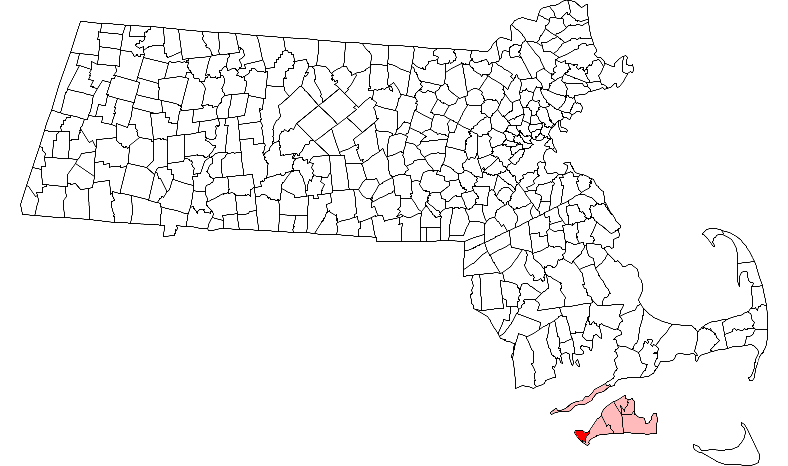
ワンパノアグ族ゲイヘッド・バンドの保留地は、このアクインナー島の最西部（赤い部分）にある。

マサチューセッツ州では、マヒカン族、マサチューセッツ族、ナウセット族、ニプマク族、ペンナクック族、ポコムチュク族、ワンパノアグ族などのインディアン部族が、トウモロコシやカボチャを育て、農耕狩猟生活を営み、また沿岸周辺の島をカヌーで行き来し交流した。17世紀から始まるイギリス人の入植によって、上記されているような血生臭い入植戦争にさらされ、どの部族も虐殺されて壊滅的な被害を受け、数を減らした。
この州にはワンパノアグ族を中心に、ニューイングランドのインディアン部族が結成する「ニューイングランド・アメリカインディアン連合」の本拠があり、この団体は「ピルグリムファーザーズ」の「上陸記念感謝祭」にぶつけて同じ日に、「全米哀悼の日」のデモ抗議を毎年行っている。
1970年、プリマスで行われた「ピルグリム・ファーザーズ上陸350周年記念の日」には、全米最大のインディアン権利団体「アメリカインディアン運動（AIM）」のインディアン活動家のラッセル・ミーンズらが、復元した「メイフラワー2世号」に乗りこんで、マストにAIMの旗を掲げ、さらに「プリマスの岩」をトラック一台分の土砂で埋めてみせるという抗議行動を行った。
現在アメリカ連邦政府が公認し、保留地（Reservation）を領有する部族はワンパノアグ族の「ゲイヘッド（アクインナー）・バンド」と、「マシュピー・バンド」だけである。「ゲイヘッド・バンド」は1987年に内務省から連邦公認を受け、485エーカー（1.96㎢）の土地を得て「復活」した。「マシュピー・バンド」は2007年2月に公認を受け、同州のケープコッド・マシュピーに140エーカー（約0.6㎢）の保留地を得た。
同じワンパノアグ族でも、多くの支族（バンド）が現在、アメリカ連邦政府から部族認定を抹消されており、保留地その他のインディアンとしての権利を行使できないでいる。また、連邦から公認されていないが、マサチューセッツ州政府から公認されている部族もあり、多数の部族がより大きな権限を持つ連邦認定を求め、係争中である。
ニプマク族は州の公認を受けている部族であるが、2004年に内務省BIA（インディアン管理局）はニプマク族の連邦公認要求に対して、連邦が「部族国家」と承認するための7つの条件のうち、彼らには4条件が足りず、公認できないと返答した。
| ≪アメリカ連邦政府が公式承認している部族≫ - 「ワンパノアグ族 - 「ゲイヘッド（アクインナー）・バンド」（1987年に公認） - 「マシュピー・バンド」（2007年に公認） ≪アメリカ連邦政府が公式承認していない部族・部族団体≫ - 「ニプマク族」 - 「クインシガモンド・バンド」 - 「ナチック・ニプマク族」 - 「ナラガンセット族」 - 「ワンパノアグ族」 - 「アゾネット・バンド」 - 「ポカノケット・バンド」 - 「西アベナキ族」 - 「コアサック・バンド」 - 「旧プリマス・インディアン連邦」 - 「シャーチコーク族・ニューイングランド沿岸会議」 - 「ポンカポアグ族部族会議」 - 「レベル・ディーフ・パンサー部族インターナショナル」 - 「ニューイングランド・アメリカインディアン連合」 | ≪アメリカ連邦政府は公認していないが、州政府は公認している部族・部族団体≫ - 「ニプマク族」 - 「ハッサナミスコ・バンド」 - 「チャウブナグンガマウグ・バンド」 - 「ワンパノアグ族」 - 「チャップクイディック・ワンパノアグ族」 - 「ヘリング・ポンド・ワンパノアグ族」 - 「ポカスセット・ワンパノアグ族」 - 「シーコンケ・ワンパノアグ族」 |

ワンパノアグ族マシュピー・バンドの保留地は、ケープコッド（赤い部分）の一角にある。
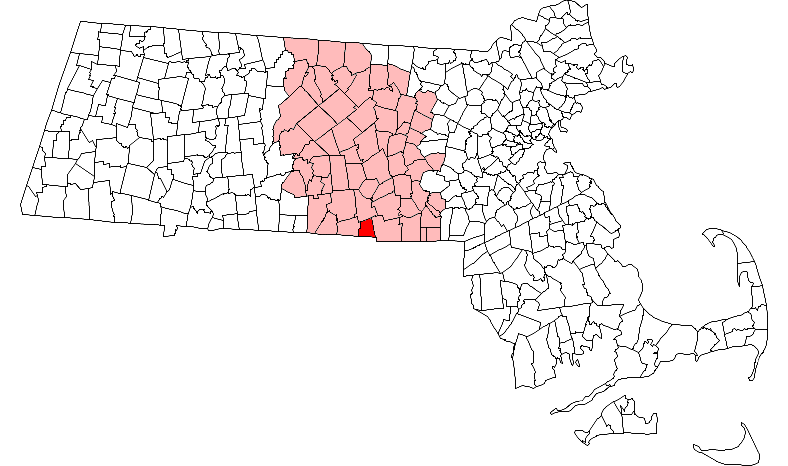
ニプマク族の「チャウブナグンガマウグ保留地」は、ウェブスター（赤い部分）の一角にある。
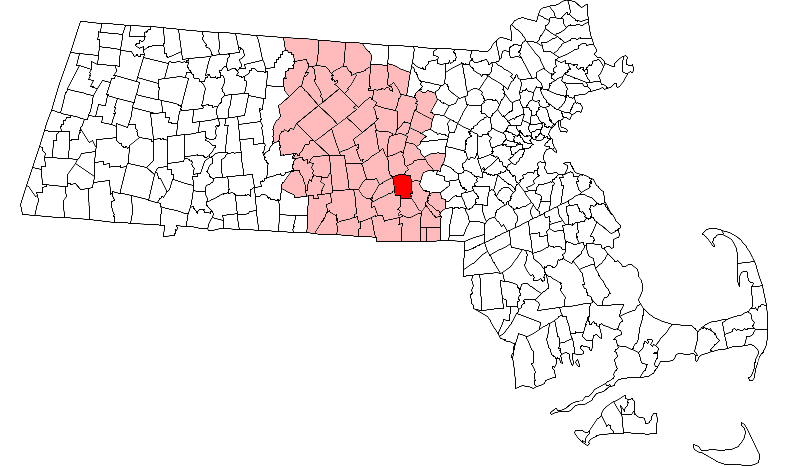
ニプマク族の「ハッサナミスコ保留地」は、グラフトン（赤い部分）の一角にある。

### インディアン・カジノ
2007年春、マシュピー・ワンパノアグ族は、同州ミドルボロ市に539エーカー（約219万㎡）の土地を購入し、10億ドル級の部族カジノを建設すると発表した。部族は7月からミドルボロ市とカジノ交渉を終え、2007年8月にこの土地を内務省に申請し、「連邦信託地（Reservation）」とし、同州のケープコッド・マシュピーにも140エーカー（約57万㎡）の土地を確保した。
これはバイロン・ドルガン上院議員（ノースダコタ州選出）による、「インディアン再編成法」（1934年制定）の改正処置案に後押しされたもので、この改正案はインディアン部族が公認され復活した時期に関係なく、すべてのインディアン部族が、土地を内務省に連邦信託する権限を与えるものである。
2009年2月、マシュピー・ワンパノアグ族部族会議議長のグレン・マーシャルが、違法キャンペーンと寄付金の個人横領によって連邦裁判所で有罪となり、このカジノ計画の行方が危ぶまれた。2月8日に新選任された議長セドリック・クロムウェルは評議会を一新し、デヴァル・パトリック州知事と部族カジノの正式交渉を再開。クロムウェルは「我々は、我々の部族を取り戻すつもりです」と宣言した。
一連のカジノ計画が実現すれば、この土地は連邦法で大部分の国税規約から免除されることとなり、1500人のマシュピー・ワンパノアグ部族員の雇用と甚大な部族の福利厚生基金を生むものと大きく期待されている。

## 郡、都市と町
州内には、14の郡がある。

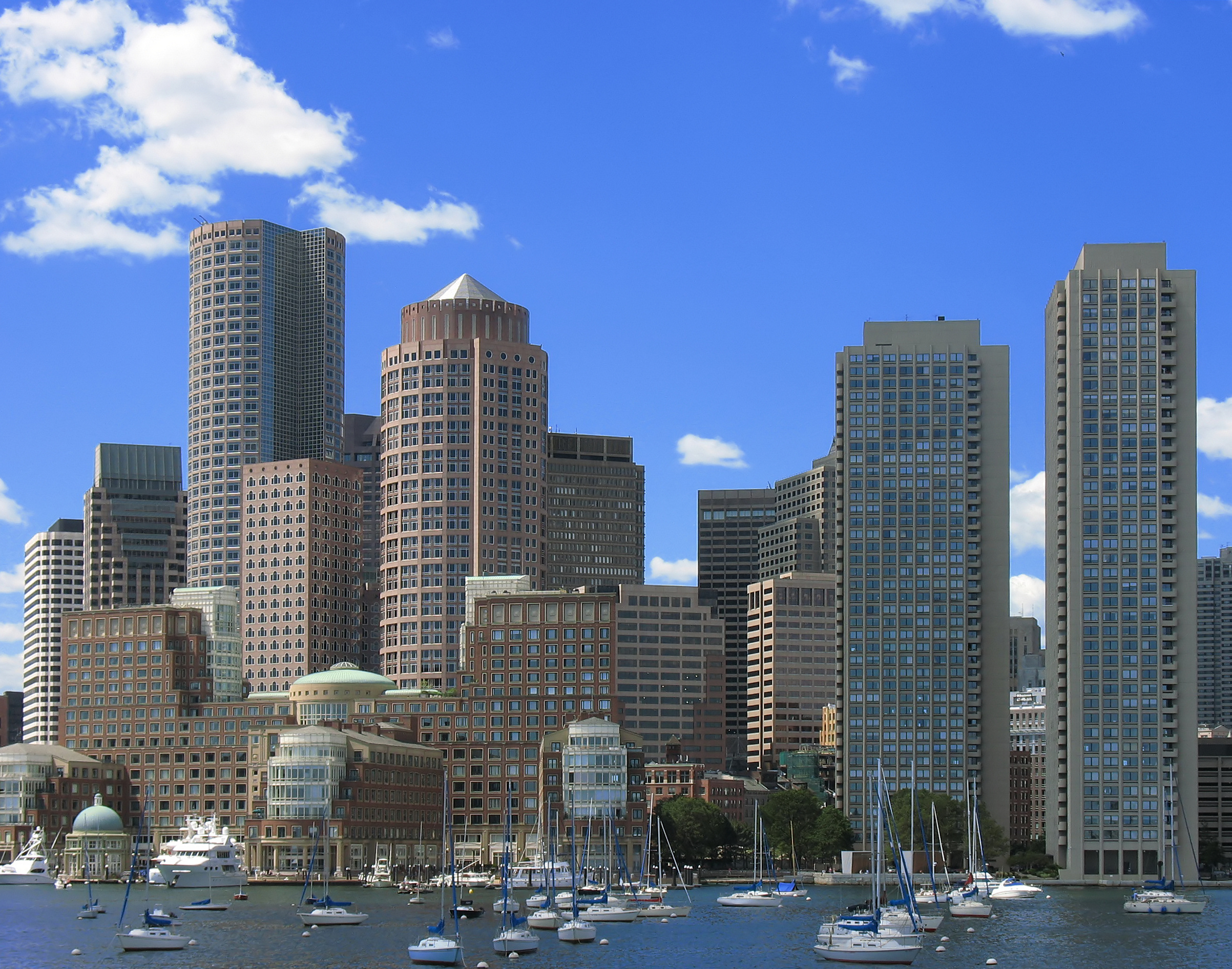
州都ボストン市の市街地。

さらには、50の都市と301の町がある。11の町が「町」を自称しているが、タウンミーティングではなく、市長・市政委員会あるいはマネジャー・市政委員会形式の政府としているため、法的には「市」である。
- Category:マサチューセッツ州の都市

ボストン市が州都かつ人口最大の都市である。市の人口は2020年時点で675,647人（全米24位）であり、ボストン大都市圏では4,941,632人と全米10位の大都市圏となっている。人口が10万人を超える都市としては、他にウースター（206,518人）、スプリングフィールド（155,929人）、ケンブリッジ（118,403人）、ローウェル（115,554人）、ブロックトン（105,643人）、クインシー（101,636人）、リン（101,253人）、ニューベッドフォード（101,079人）の各市がある。プリマス町が面積最大の自治体である。
マサチューセッツ州はニューイングランドの他の5州とともにニューイングランド・タウンと呼ばれる地方政府形態を採っている。この形態では、法人化された町が地方政府としての責任と権限の多くを保有している。1997年に郡政府のうちの8つが廃止され、州政府の一部として保安官と土地登記官のみを選出している。5郡（バーンスタブル郡、ブリストル郡、デュークス郡、ノーフォーク郡、プリマス郡）は郡レベルの地方政府を残し、1郡（ナンタケット郡）は郡と市を統合した政府としている。

## 法律及び行政

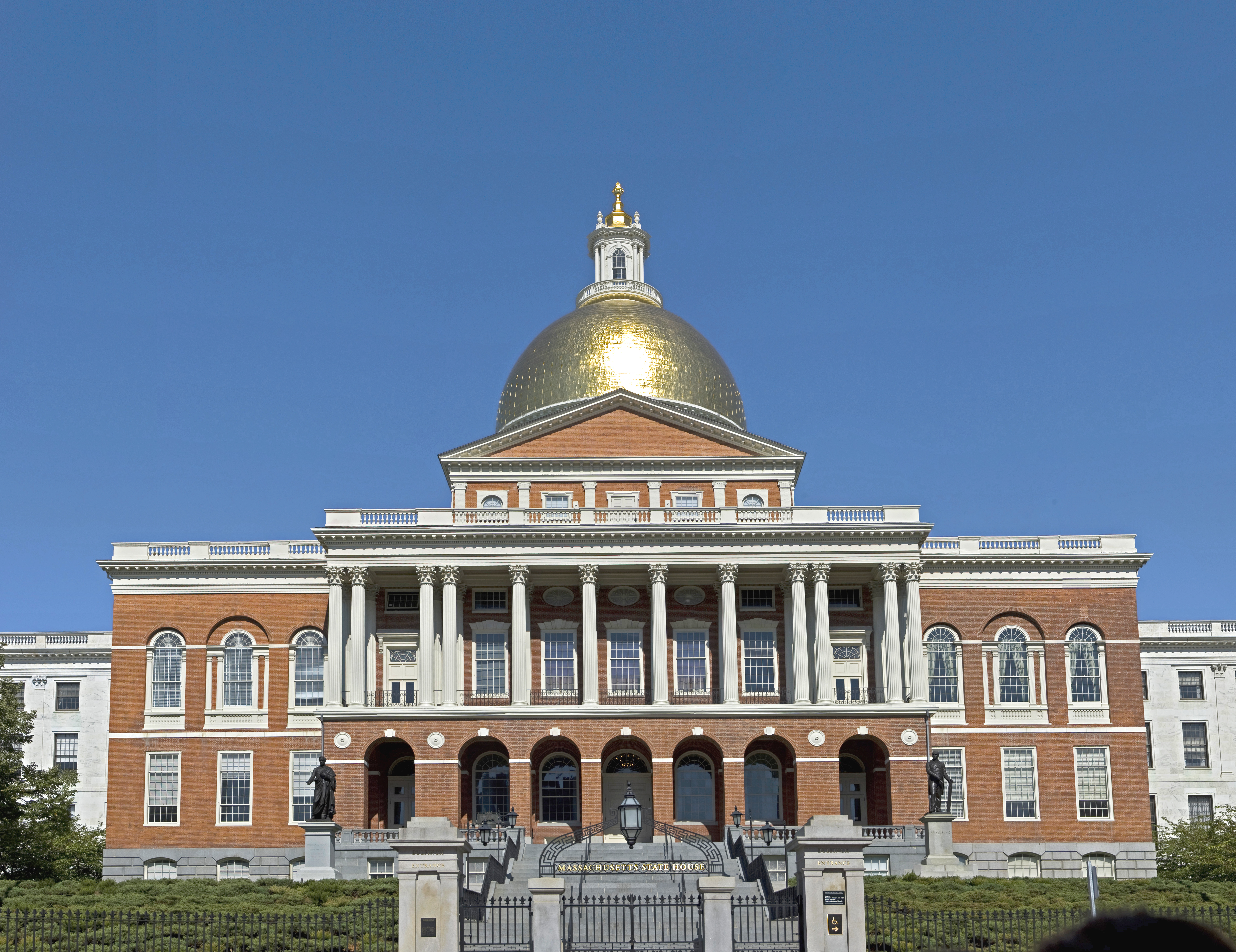
マサチューセッツ州会議事堂、ボストンコモンに面して建っている。

主要記事：マサチューセッツ州の政治
参照：マサチューセッツ州の憲法 及び マサチューセッツ州の知事
マサチューセッツ州政府は行政府、立法府、司法府の三権が分立している。これまでの歴史の中で、1620年のメイフラワー誓約、マサチューセッツ湾植民地とプリマス植民地の並列時代、それらが統合されたマサチューセッツ植民地の時代と移って来た。マサチューセッツ州憲法は、アメリカ独立戦争が進行中の1780年に批准された。連合規約に遅れること4年、現行アメリカ合衆国憲法に先立つこと8年だった。この憲法はジョン・アダムズが起草し、世界でも連続して有効な憲法としては最古のものである 。
近年は概して民主党が州政界を支配し、国内でもリベラルな州という評判がある。1974年、エレーヌ・ノーブルは州議会下院議員の候補者として初めてレズビアンであることを公表した。ゲイであることを公表したゲリー・スタッズも州選出アメリカ合衆国下院議員だった。

### 州政府
マサチューセッツ州知事が行政府の長である。その任務は法案の承認あるいは拒否、司法府や州機関役人の指名、恩赦の発行、年間予算の立案、マサチューセッツ州軍の指揮などである。2013年時点の州知事はデヴァル・パトリックであり、民主党員、ミルトン出身である。行政府には、8人の選挙で選ばれる委員と副知事で構成される行政委員会がある。行政委員会の機能としては、知事が任命する者の確認や選挙結果の認証がある。
立法府は定員160人の下院と、同40人の上院がある。両院の指導者は互選で選ばれる。下院指導者は議長（スピーカー）と呼ばれ、上院の指導者はプレジデントと呼ばれる。両院の下には幾つかの委員会がある。両院の議員共に任期は2年間である。
司法府の最高位にあるのは州最高裁判所であり、その下に多くの下級裁判所がある。最高裁判所には1人の首席判事と6人の陪席判事がいる。判事は州知事が任命し、行政委員会が確認する。
マサチューセッツ州から選出しているアメリカ合衆国上下院議員は全て民主党で占められている（2013年時点）。下院議員は8人である。
アメリカ合衆国裁判所に掛かる事件は、アメリカ合衆国地区裁判所マサチューセッツ地区で審問され、アメリカ合衆国控訴裁判所第1巡回地区に控訴できる。アメリカ合衆国大統領選挙では、11人の選挙人を割り当てられている。他州と同様に総取り方式である。

### 政治
| 年     | 共和党        | 民主党        |
| ------ | ------------- | ------------- |
| 2012年 | 38% 1,178,510 | 61% 1,906,319 |
| 2008年 | 36% 1,108,854 | 62% 1,904,098 |
| 2004年 | 37% 1,070,109 | 62% 1,803,801 |
| 2000年 | 33% 878,502   | 60% 1,616,487 |
| 1996年 | 28% 718,107   | 62% 1,571,763 |
| 1992年 | 29% 805,049   | 48% 1,318,662 |
| 1988年 | 46% 1,194,635 | 53% 1,401,416 |

20世紀の半ばから、マサチューセッツ州は共和党寄りの政治から圧倒的に民主党の強い州に転換されてきた。1952年のアメリカ合衆国上院議員選挙で、民主党ジョン・F・ケネディ候補が、現職の共和党ヘンリー・カボット・ロッジ・ジュニアを破ったのが、その転換点だったとされている。弟のテッド・ケネディは1962年からその死の2009年まで上院議員を務めた。それ以来マサチューセッツ州はリベラルな州としての評判を獲得し、近代リベラリズムの原型として使われることも多い。「マサチューセッツ・リベラル」という言葉も使われている。
マサチューセッツ州はボストン大都市圏を中核に、ケープと諸島部、西部において繰り返し民主党を支持してきている。共和党が強い地域は州間高速道路495号線に沿った中央部と、南部および北部の海岸にある町である。1984年の大統領選挙でロナルド・レーガンを支持して以来、大統領選挙で共和党候補を支持したことは無い。2010年に、テッド・ケネディの後任に当選した共和党スコット・ブラウンはこの民主党優位の州で奇跡と呼ばれた。ただし、2012年の選挙では落選した。
2006年の選挙では、共和党がマサチューセッツ州議会両院の13%しか議席を確保できなかった。
共和党は1991年から2007年まで州知事を取っていたが、国内でも中道寄りの指導者だった。2004年アメリカ合衆国大統領選挙では、州出身の民主党ジョン・ケリーに61.9%の支持を与え、国内最高の支持率とした。2008年では、バラク・オバマが61.8%の支持を集めた。

### 州法
現在、マサチューセッツ州においては、死刑制度は廃止されている。
現在の全国的な問題の多くが、マサチューセッツ州の決定事項に影響されてきた。2003年、州最高裁判所は同性結婚を認める判断を下した。2006年には州民全員に健康保険加入を強制する法を成立させた。2008年、少量の大麻所有を犯罪とは認めない住民発議を成立させた。また2012年には、大麻の医療利用を合法化することを住民投票で承認した。

## 経済

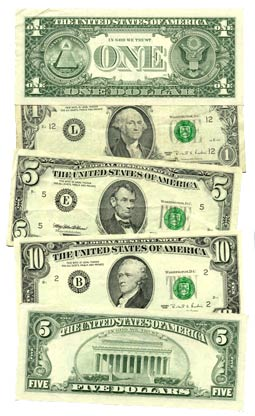
ダルトンにあるクレイン製紙会社 はアメリカ合衆国 紙幣を印刷するために使用する紙を生産している。

アメリカ合衆国商務省経済分析局は2008年のマサチューセッツ州の州総生産高を3,650億米ドルだったと推計している。2008年の一人当たりの収入は50,735米ドルであり、国内第3位だった。フォーチュン500に入る会社は、13社が州内にあり、その中でも大きなものはボストン市のリバティ相互保険グループとスプリングフィールド市のマスミューチュアル生命保険だった。CNBCによる「2010年事業のための上位州」リストでは、マサチューセッツ州を第5位に挙げていた。

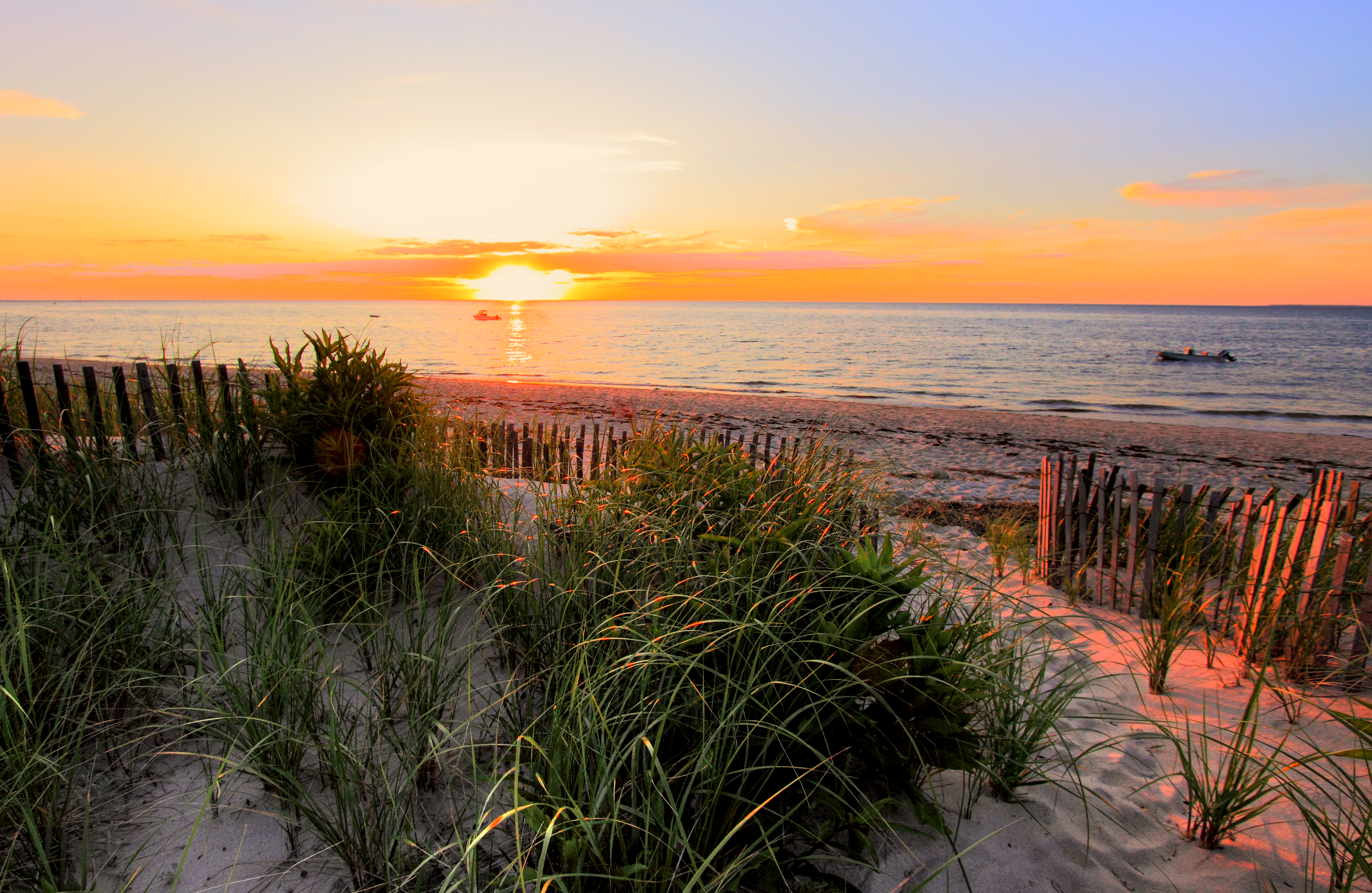
ケープコッド湾、州内の主要観光地となっている。

州経済に重要な産業は、高等教育、バイオテクノロジー、金融、医療、観光業がある。州道128号線沿いはコンピュータと電子技術の開発の中心である。ハイテクは現在でも重要な部門だが、大規模な技術主導の会社は少ない。近年は観光業が重要な部門となり、ボストンやケープコッドが大きな観光地になっている。その他にもセイラム、プリマス、バークシャーズ（西部の高原）が観光地になっている。2013年4月時点で州内の失業率は6.4%であり、全国平均の7.6%より低い。
2005年時点で州内に7,700の農場があり、その総面積は52万エーカー (2,100 km2)、1農場当たり68エーカー(0.28 km2)となっている。2007年時点でほぼ2,300の農場が生産高2,500米ドル以下だった。農業生産品は、タバコ（国内第11位）、家畜（国内第17位）、果物、木の実、ベリー類（国内第16位）である。オーシャン・スプレー（Ocean Spray）農業組合を擁するマサチューセッツ州は、ウィスコンシン州に続きアメリカ合衆国内で2番目に大きなクランベリー生産州である。
参照：州民一人当たりの所得によるマサチューセッツ州の地域一覧

### 主な会社など
マサチューセッツ州に本拠地のある企業には以下のようなものがある。
- レイセオン
- スプリングフィールド・アーモリー
- ダンキンドーナツ
- オーシャン・スプレー （Ocean Spray）
- アクセリス・テクノロジーズ
- ヴァリアン・セミコンダクター
- BOSE
- ユーロプロ・オペレーティング・エルエルシー

### 税
マサチューセッツ州の州税と地方税を合わせた税負担率は国内第11位である。個人所得税は定率の5.25%を採用している。一定額以下の収入は免税だが、その額は年々変化している。法人所得税は8.8%であり、短期のキャピタルゲインについては12%である 。
消費税は6.25％%だが、外食を除き食品は非課税であり、衣料品も一定額（175米ドル、これを超えた額が課税）以下は非課税となる。不動産と動産は、法によって免除されない限り課税対象である。資産税は国内第8位の高さである。相続税は無く、連邦の資産税に関連して定額までの州資産税が徴収される。

### エネルギー
州内の発電市場は1998年に自由化され、消費者は発電会社を変えることなく供給業者を変更できることとした。住民の大半は従来の発電会社に頼っているが、2011年7月時点で発電量43億キロワット時の大半が競合の中で発電されている。2011年、マサチューセッツ州は国内でエネルギー効率の最も良い州に挙げられた。

## 交通

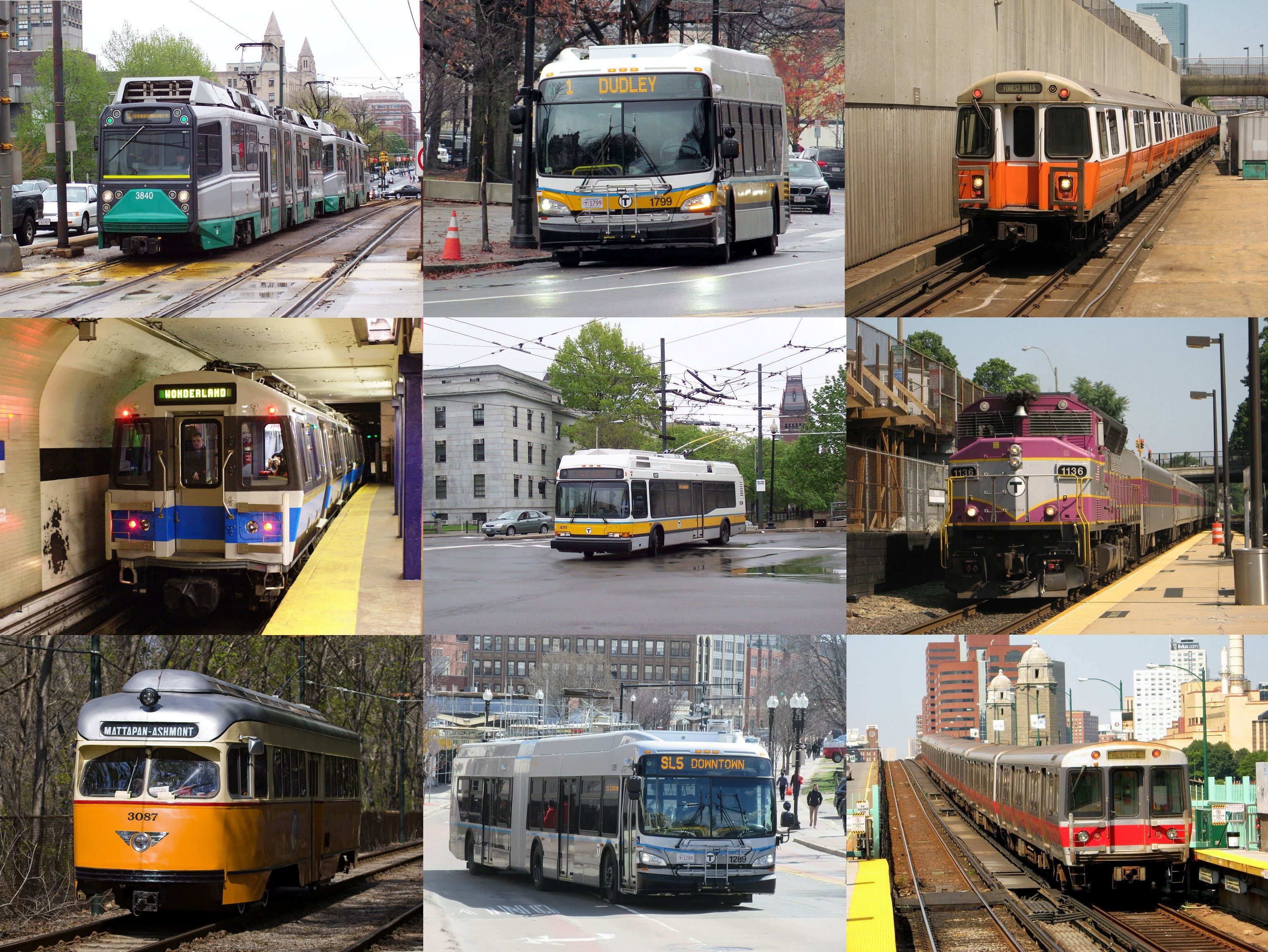
マサチューセッツ湾交通局、ボストン大都市圏の交通を担当している。

マサチューセッツ州には都市圏企画組織が10あり、都市圏以外の地域を担当する組織も3ある。マサチューセッツ州交通省が担当している。

### 鉄道
アムトラックが都市間輸送を担当している。アセラ・エクスプレスなどにより、ロードアイランド州プロビデンス市、コネチカット州ニューヘイブン市、ニューヨーク市、ワシントンD.C.、シカゴ市、メイン州ポートランド市などへの中長距離列車を走らせている。

### 地域交通
マサチューセッツ湾交通局 (MBTA) が地下鉄、バス、フェリーの形態で、ボストン大都市圏の公共交通を担当している。長距離の通勤鉄道もウースター市やプロビデンス市まで運行している。2013年夏の時点で、ケープコッド地域交通局が、マサチューセッツ湾交通局やマサチューセッツ州交通省と協業して、ボストンとケープコッドの間に旅客鉄道のケープフライアーを運行している。
その他15の地域交通局がその地方でバス便を運行している。ケープコッド中央鉄道とバークシャー景観鉄道は保存鉄道として運行されている。
2006年時点で多くの貨物鉄道が運行されており、その代表格がCSXトランスポーテーションである。貨物線の総延長は1,079マイル (1,736 km) ある。ウッズホール・マーサズ・ヴィニヤード・アンド・ナンタケット蒸気船局が諸島への貨物乗客フェリーを運航している。

### 空港

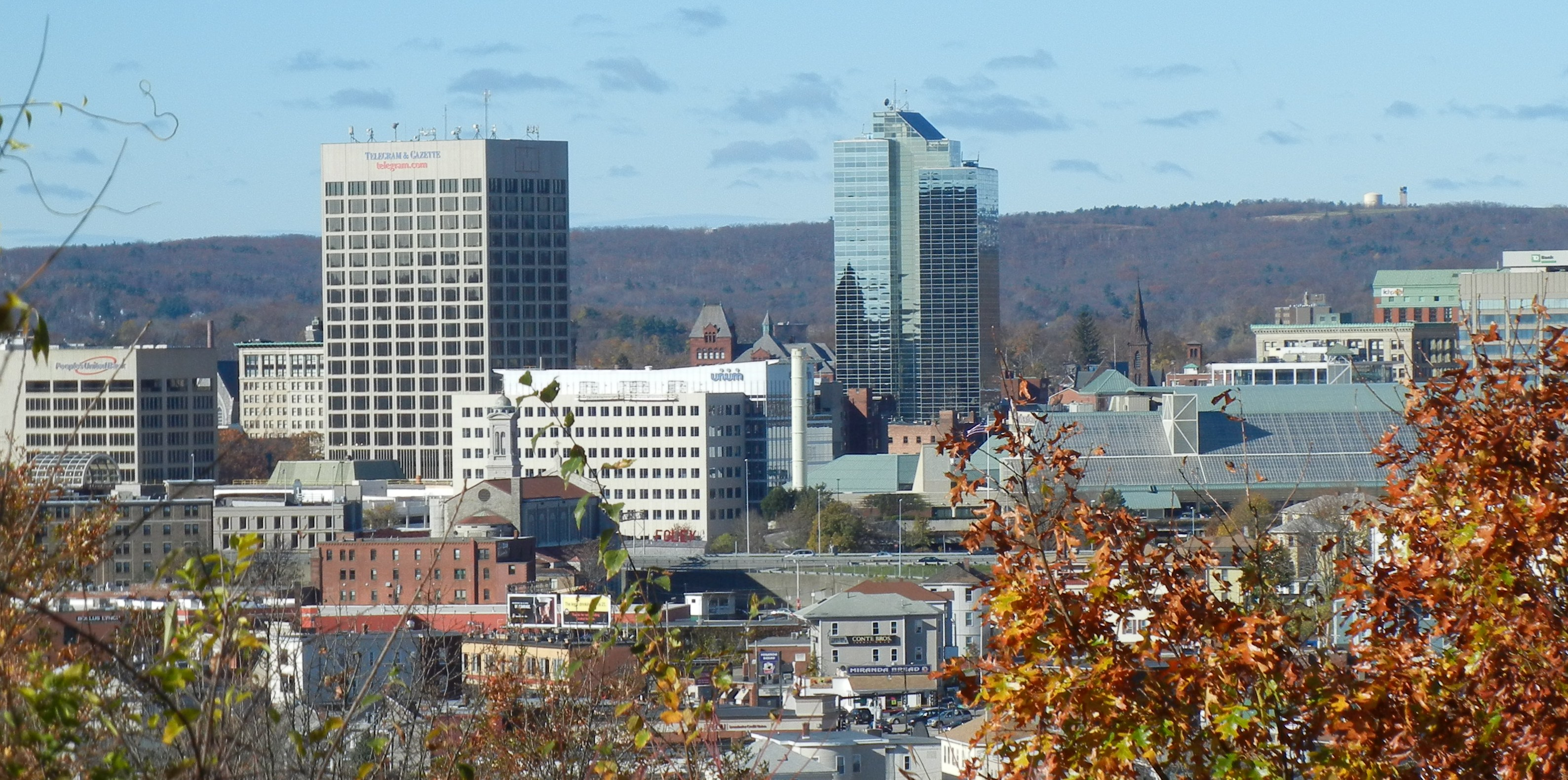
ウースター市、州内第2の都市である。背景の山頂にウースター地域空港がある。

州内の主要空港はローガン国際空港 (BOS)である。2007年には2,800万人が利用し、約50社が就航している。国内の多くの都市や、国外ではカナダ、メキシコ、カリブ海、ヨーロッパ、アジアにも路線がある。このローガン国際空港と、ベッドフォードにあるハンスコム飛行場、およびウースター地域空港を州の独立機関であるマサチューセッツ州港湾局が運営している。州内には他に43の公共用途空港や、200以上の民間着陸点がある。幾つかの空港はマサチューセッツ州交通省と連邦航空局から運営予算の補助を受けている。

### 道路

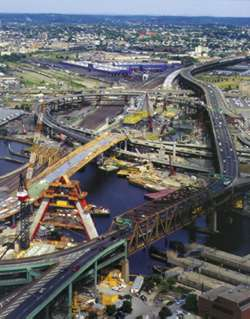
チャールズ川の橋梁架け替え工事（右が旧橋）

州内には全長31,300マイル (50,400 km) の州間高速道路と高規格道路がある。州間高速道路90号線、別名マサチューセッツ・ターンパイクが州間高速道路では最長である。ニューヨーク州境のウエストストックブリッジ町近くから東西に136マイル (219 km) を通っており、スプリングフィールド市の直ぐ北を抜け、ウースター市の南を通り、フラミンガムを抜け、ボストン市のローガン国際空港で終わる。州間高速道路91号線はコネチカット川沿いを南北に走り、同93号線はボストン市中央を南北に通ってマシュエンを抜け、ニューハンプシャー州へ入る。同95号線は大西洋岸を辿り、ロードアイランド州プロビデンスとボストン大都市圏を繋ぎ、都市化された地域を環状に迂回して海岸沿いを北に向かう。
州間高速道路495号線はボストン大都市圏の外郭を環状に繋いでいる。その他の州間高速道路では、291号線、391号線、84号線、195号線、395号線、290号線、190号線がある。またアメリカ国道1号線、同3号線、6号線、20号線、マサチューセッツ州道24号線と128号線も幹線道である。州内の州間高速道路の大半は20世紀半ばに建設された。当時は議論も多く、特にボストン市中心を通る95号線が問題とされた。建設反対の声が高まり、1970年には州知事のフランシス・W・サージェントが、ボストンの95号線と州道128号線に囲まれる地域で新たな高規格道路の建設を禁止した。近年のビッグ・ディッグと呼ばれる州間高速道路93号線を地下に通す大規模工事は、市民の厳しい監視の目にさらされている。
冬の積雪量は、都市によってはかなりの量となるが、チェーンの装着は禁止されている。主要道路は降雪が始まるとほぼ同時に除雪が始まる。ただし、除雪予算には限りがあり、雪の多い年は、除雪が間に合わない道路なども出る。

## 教育
マサチューセッツ州は1647年に教育法を成立させ、自治体が教師を指名するかグラマースクールを設立することを求めた最初の州になった。19世紀にウェストフィールド州立大学の創設者ホーレス・マンが進めた教育改革では、当代の普遍的公共教育の基盤を築いた。州内には、国内最古の公立小学校（1639年設立のザ・マザー・スクール）や、最古の高校（1635年設立のボストン・ラテン・スクール）、最古のボーディングスクール（1763年設立のガバナーズ・アカデミー）、最古のカレッジ（1636年設立のハーバード大学）、最古の女子カレッジ（1837年設立のマウントホリヨーク・カレッジ） がある。
1852年、マサチューセッツ州は義務教育法を成立させた最初の州になった。2004年、公立の小学校と中等学校での（幼稚園生から12年生）児童生徒一人当たりの教育費は11,681米ドルであり、国内第5位だった。2007年の全国教育進行度評価プログラムのテストでは、数学で第1位になった。
州内には121の高等教育機関がある。ケンブリッジにあるハーバード大学とマサチューセッツ工科大学が世界の大学ランキングでも常に上位にある。その他USニューズ&ワールド・レポートのランキングで常に40位以内にある大学として、タフツ大学（2013年は第28位）、ボストンカレッジ（同第31位）、ブランダイス大学（同第33位）がある。
リベラル・アーツ・カレッジでは、ウィリアムズ大学（第1位）、アマースト大学（第2位）、ウェルズリー大学（第6位）がランク入りしている。その他常に40位以内にある大学として、スミス大学（第19位）、ホーリークロス大学（第29位）、マウントホリヨーク・カレッジ（同じく第29位）がある。このランキングで研究開発型大学40傑に5校（12.5%）、リベラル・アーツ・カレッジ40傑に6校（15%）が入っていることは、国内人口の2%しかいない州として驚異的な数字である。
公立のマサチューセッツ大学は旗艦キャンパスであるアマースト校を含め州内に5つのキャンパスがあり、学生数は25,000人以上である。

### 主な高等教育機関の一覧
参照：w:List of colleges and universities in Massachusetts
| - バンカーヒル短期大学 - アマースト大学 - ウィリアムズ大学 - スミス大学 - タフツ大学 - ハーバード大学 - ハーバード歯科医学校 - ハーバード大学医学大学院 - ハーバード・ビジネス・スクール - ハーバード・ロー・スクール - ハーバード大学デザイン大学院 - ケネディスクール - ハルト・インターナショナル・ビジネススクール - ハンプシャー大学 | - ボストン・カレッジ - ボストンカレッジ・ロースクール - ボストン大学 - ブランダイス大学 - マウント・ホリヨーク大学 - マサチューセッツ大学 - マサチューセッツ大学アマースト校 - マサチューセッツ工科大学 - ノースイースタン大学 - シモンズ・カレッジ - ウェルズリー大学 - ベントリー・カレッジ - エマーソン大学 | - バブソン大学 - エマニュエル・カレッジ - ホーリークロス大学 - クラーク大学 - ウースター工科大学 - エマーソン大学 - マサチューセッツ海事大学 - マサチューセッツ芸術大学 - バークリー音楽大学 - ニューイングランド音楽院 - ボストン音楽院 - セーラム州立大学 - サフォーク大学 - ウェントワース工科大学 |

### ボーディングスクール
- ウォルナット・ヒル・スクール（英語版）
- フィリップス・アカデミー
- ディアフィールド・アカデミー（英語版）
- ボクストン・スクール

### 公立学校
- ニュートン南高等学校
- ボストン・ラテン・スクール

## 芸術・文化

### 美術館・博物館
- イザベラ・スチュワート・ガードナー美術館 - イザベラ・スチュワート・ガードナーが若年期から収集してきた世界各地の美術品を展示するためにボストンに設立した、私邸を兼ねた美術館。米国内でも特に重要な美術館のひとつ。
- エリック・カーレ絵本美術館（英語版）
- ボストン・チルドレンズ・ミュージアム
- ボストン美術館 - 州内最大の規模であり、知名度、規模とも米国内にとどまらず世界有数。
- マサチューセッツ現代美術館（英語版）
- ピーボディ・エセックス博物館

### オーケストラなど
- ボストン交響楽団
- ボストン・ポップス・オーケストラ

### スポーツチーム
以下の表はマサチューセッツ州内のプロフェッショナルスポーツチームの一覧である。マサチューセッツ州はバスケットボール殿堂（スプリングフィールド）、バレーボール殿堂 （ホールヨーク）、及びケープコッド野球リーグの本拠地でもある。
| チーム                               | スポーツ         | 設立日 | リーグ                                         | 競技場                                                                      |
| ------------------------------------ | ---------------- | ------ | ---------------------------------------------- | --------------------------------------------------------------------------- |
| ボストン・レッドソックス             | 野球             | 1901年 | MLB:アメリカンリーグ                           | フェンウェイ・パーク                                                        |
| ローウェル・スピナーズ               | 野球             | 1996年 | マイナーリーグシングルA                        | エドワード・A・ルラシャー・パーク                                           |
| ノースショア・スピリット             | 野球             | 2003年 | ノース・イーストリーグ                         | フレーザー・フィールド                                                      |
| ブロックトン・ロックス               | 野球             | 2002年 | ノース・イーストリーグ                         | キャンパネッリ・スタジアム                                                  |
| ウースター・トーネイドーズ           | 野球             | 2005年 | ノース・イーストリーグ                         | フィットン・フィールド                                                      |
| ボストン・セルティックス             | バスケットボール | 1946年 | NBA:イースタン・カンファレンス                 | TDガーデン                                                                  |
| ニューイングランド・ペイトリオッツ   | フットボール     | 1971年 | NFL:アメリカン・フットボール・カンファレンス   | ジレット・スタジアム                                                        |
| ボストン・ブルーインズ               | アイスホッケー   | 1924年 | NHL                                            | TDガーデン                                                                  |
| ローウェル・ロック・モンスターズ     | アイスホッケー   | 1998年 | アメリカン・ホッケー・リーグ                   | ツォンガス・アリーナ                                                        |
| スプリングフィールド・ファルコンズ   | アイスホッケー   | 1994年 | アメリカン・ホッケー・リーグ                   | マスミューチュアル・センター                                                |
| ボストン・キャノンズ                 | ラクロス         | 2001年 | メジャーリーグ・ラクロス                       | ハーバード・スタジアム                                                      |
| ニューイングランド・レボリューション | サッカー         | 1995年 | メジャーリーグサッカー                         | ジレット・スタジアム                                                        |
| ウェスタンマス・パイオニアーズ       | サッカー         | 1998年 | ユナイテッドサッカーリーグ2部                  | ルシターノ・スタジアム                                                      |
| ボストン・ロブスターズ               | テニス           | 1974年 | ワールド・チームテニス                         | ベレン・テニス・センター（Beren Tennis Center、ハーバード大学キャンパス内） |
| ケープコッド・フレンジー             | バスケットボール | 2004年 | アメリカン・バスケットボール・アソシエーション | ノーセット高等学校アリーナ                                                  |
| ニューイングランド・フリージャックス | ラグビー         | 2018年 | メジャーリーグラグビー                         | ユニオン・ポイント・スポーツ・コンプレックス                                |

- この他、1880年から1882年までプロ野球チームウースター・ルビーレッグスが存在した。

## その他

### 同州出身の有名人
- マサチューセッツ州出身著名人の一覧を参照。

### 州の象徴など
- 州のモットー - Ense petit placidam sub libertate quietem（剣をもって自由のもとの平和のみを求む）
- 州の鳥 - アメリカコガラ
- 州の狩猟鳥 - シチメンチョウ
- 州の木 - アメリカニレ（英語版 American elm）
- 州の花 - アメリカイワナシ（英語版） 、別名メイフラワー
- 州の海洋性哺乳類 - タイセイヨウセミクジラ
- 州の魚 - タイセイヨウダラ
- 州の昆虫 - テントウムシ
- 州の貝 - ニューイングランドエゾボラ
- 州のイヌ - ボストン・テリア
- 州のネコ - 縞ネコ（タビー）
- 州の馬 - モーガン（英語版）
- 州の豆 - ネイビービーン（小粒の白インゲンマメ）のベイクドビーンズ
- 州のベリー - クランベリー
- 州の飲料 - クランベリージュース
- 州のクッキー - チョコレートチップクッキー
- 州のマフィン - コーンマフィン
- 州のデザート - ボストンクリームパイ（英語版）
- 州の舞踊 - スクウェアダンス
- 州の化石 - 恐竜の足跡の生痕化石
- 州の鉱物 - バビントナイト（英語版）
- 州の貴石 - ばら輝石
- 州のヒーロー - ジョニー・アップルシード
- 州のヒロイン - デボラ・サンプソン（英語版）

### 姉妹州
- 広東省、中華人民共和国（1983年）
- 北海道、日本（1990年）
- 台湾省、中華民国（1992年）
- バーゼル、スイス（2002年）
- アゾレス諸島、ポルトガル（2008年）

### 日本の姉妹都市
- （日本） - （州内）、年
- （北海道滝川市） - （スプリングフィールド市）
- （北海道七飯町） - （コンコード市）
- （岩手県金ケ崎町） - （アマースト市）
- （宮城県七ヶ浜町） - （プリマス市）
- （茨城県つくば市） - （ケンブリッジ）
- （東京都大田区） - （セイラム市）
- （東京都あきる野市） - （マールボロ市）
- （京都府京都市） - （ボストン）
- （京都府長岡京市） - （アーリントン市）
- （岡山県玉野市） - （グロスター市）
- （高知県土佐清水市） - （ニューベッドフォード市）
- （宮崎県延岡市） - （メドフォード市）